# Bazarella lalehzarica
Bazarella lalehzarica är en tvåvingeart som beskrevs av Jezek 1990. Bazarella lalehzarica ingår i släktet Bazarella och familjen fjärilsmyggor.
Artens utbredningsområde är Iran. Inga underarter finns listade i Catalogue of Life.